# Кузнецов, Михаил Андреевич (1896—1941)
Михаил Андреевич Кузнецов (9 ноября 1896 года, дер. Кузнецово, Забелинская волость, Великоустюжский уезд, Вологодская губерния — 8 июля или 6 августа 1941 года, район г. Невель, Невельский район, Псковская область) — советский военный деятель, генерал-майор (4 июня 1940 года).

## Начальная биография
Михаил Андреевич Кузнецов родился 9 ноября 1896 года в деревне Кузнецово Великоустюжского уезда Вологодской губернии.
С 1912 года учился в учительской семинарии в г. Тотьма (Вологодская губерния).

## Военная служба

### Первая мировая и гражданская войны
После окончания семинарии в июле 1916 года призван в ряды Русской императорской армии и направлен рядовым в 209-й запасной стрелковый полк, дислоцированный в Ярославле, а в декабре того же года — на учёбу в Александровское военное училище, после окончания которого с 30 марта 1917 года служил в 181-м запасном пехотном полку, дислоцированном в Костроме, где служил младшим офицером и командиром роты, а в конце августа назначен на должность младшего офицера 5-й роты в составе Енисейского 94-го пехотного полка (Северный фронт), где после Октябрьской революции был избран командиром этой же роты. В декабре М. А. Кузнецов в чине прапорщика был демобилизован из рядов армии, после чего работал учителем начальной школы в деревне Иловатское (Великоустюжский уезд).
В июле 1919 года призван в ряды РККА, после чего состоял в резерве комсостава при штабе Восточного фронта, а затем — Южной группы войск этого же фронта и при штабе 24-й стрелковой дивизии. С сентября того же года служил в составе 210-го стрелкового полка на должностях адъютанта батальона и полка, заведующего разведкой полка, начальника команды разведчиков, командира роты и батальона. В августе 1922 года назначен на должность командира 3-го батальона в составе 12-го Туркестанского стрелкового полка. В период с 28 марта по 10 апреля 1923 года, находясь на должности начальника Самаркандского боевого участка и начальника Южной обходной колонны в составе 4-й Туркестанской стрелковой дивизии участвовал в боевых действиях по ликвидации бандформирования под командованием Матчинского, за что М. А. Кузнецов 15 апреля 1924 года был награждён Орденом Красного Знамени. Вскоре, находясь на должности командира этого же батальона в составе 12-го Туркестанского стрелкового полка, принимал участие в боевых действиях против басмачества.

### Межвоенное время
В октябре 1924 года направлен на учёбу на курсы «Выстрел», после окончания которых в августе 1925 года назначен на должность начальника оперативно-строевой части штаба крепости Кушка.
В августе 1926 года Кузнецов направлен на учёбу в Военную академию имени М. В. Фрунзе, после окончания которой в июле 1929 года назначен на должность начальника 1-го отделения штаба 9-го стрелкового корпуса, дислоцированного в Новочеркасске, в декабре 1930 года — на должность заместителя начальника 1-го отдела, а в апреле 1933 года — на должность начальника 1-го сектора 1-го отдела штаба Северокавказского военного округа.
В октябре 1936 года направлен на учёбу в Академию Генштаба РККА, одновременно с октября 1937 года был адъюнктом этой же академии. После окончания академии в августе 1938 года был оставлен в этой же академии с назначением на должность старшего преподавателя.
В июле 1939 года М. А. Кузнецов направлен на Дальний Восток, где был назначен на должность начальника штаба фронтовой группы под командованием командарма 2-го ранга Г. М. Штерна, после чего принимал участие в боевых действиях на реке Халхин-Гол. В июле 1940 года назначен на должность начальника штаба сформированного Дальневосточного фронта и в конце декабря того же года участвовал в ходе Совещания высшего руководящего состава РККА, где выступил с докладом по вопросам планирования современной наступательной операции.
27 января 1941 года назначен на должность командира 126-й стрелковой дивизии (Прибалтийский военный округ).

### Великая Отечественная война
С началом войны находился на прежней должности. Дивизия под командованием Кузнецова вела тяжёлые оборонительные боевые действия в районе Вильно на рубеже м. Прены, Старая Гута, Дутица, м. Крона, а затем отступала по направлению на Полоцк. По версии, изложенной в 4 томе биографического словаря «Великая Отечественная война. Комдивы», к 9 июля после выхода к Полоцкому укреплённому району заняла рубеж Идрица — Дрисса — Витебск, а с 17 июля вела боевые действия в районе Великих Лук по выходу из окружения 51-го стрелкового корпуса западнее города Невель, где генерал-майор Михаил Андреевич Кузнецов 27 июля был тяжело ранен и 6 августа умер от ран. Похоронен в районе Полоцка.
Однако ещё в 2005 году была опубликована иная версия и дата гибели М. А. Кузнецова, согласно которой он умер от ран 8 июля 1941 году в районе м. Борковичи. Её автор ссылается на доклад о боевых действиях 126-й стрелковой дивизии и на список комсостава управления 126-й стрелковой дивизии по состоянию на 27.07.1941 г., где и. о. командира дивизии ввиду ранения М. А. Кузнецова с 8.07.1941 года значится полковник Е. В. Бедин.
В литературе встречается также упоминание о смертельном ранении генерал-майора М. А. Кузнецова 29 июня 1941 года, но какие-либо документы в подтверждение этой информации не известны.

## Воинские звания
- Комбриг (29 июля 1939 года);
- Генерал-майор (4 июня 1940 года).

## Награды
- Орден Красного Знамени (15.4.1923);
- Орден Красной Звезды;
- Медаль «XX лет Рабоче-Крестьянской Красной Армии».